# Genival Saraiva de França
Genival Saraiva de França (Alcantil, 3 de abril de 1938) é bispo-emérito católico brasileiro, da Diocese de Palmares.

## Infância e vocação
De uma família muito católica do interior da Paraíba, logo cedo foi para a capital João Pessoa, no início da década de 1950. Em 1958, ouvindo o chamado do Senhor, entra para o Seminário Arquidiocesano da Paraíba, onde conclui seus estudos da Filosofia, em 1960.
Em 1961, viaja para longe de sua terra natal, e vai para o Sul do país, em Viamão, no Rio Grande do Sul, onde conclui a Teologia, em 1964, no Seminário da Imaculada Conceição.
Em 1 de janeiro de 1965 é ordenado presbítero, em Campina Grande, sua diocese de origem.

## Intelectual, professor e político
Naquele tempo, a grande maioria dos sacerdotes e seminaristas não tinham o seu curso reconhecido pelo MEC, pois eram organizados pelos seminários diocesanos ou de ordens e congregações religiosas.
Seu interesse pelos estudos é tamanha, que em 1971 reconhece o curso de Filosofia pela UNICAP, em Recife.
Vai para Roma, em 1974, e cursa o Mestrado em Pedagogia pela Pontifícia Universidade Salesiana, concluindo em 1981.
É professor universitário aposentado por duas grandes instituições de ensino do Nordeste e Brasil, a saber: Universidade Federal da Paraíba e Universidade Estadual da Paraíba.
Teve ainda passagem em cargo político, como Secretário de Educação Municipal de Campina Grande.

## Atividades antes e depois do Episcopado
- Pároco da Paróquia N. Sra. do Rosário;[1]
- Coordenador Pastoral da Diocese de Campina Grande;[1]
- Vigário-Geral da Diocese de Campina Grande;[1]
- Professor da Rede Estadual de Ensino;[1]
- Professor da Universidade Estadual da Paraíba;[1]
- Professor da Universidade Federal da Paraíba;[1]
- Administrador Apostólico da Arquidiocese da Paraíba;
- Administrador Apostólico da Diocese de Palmeira dos Índios - AL.
- Vigário Geral da Arquidiocese de Olinda e Recife - PE.
- Vigário Geral da Arquidiocese de Maceió - AL.

## Episcopado
Com a renúncia canônica de Dom Acácio Rodrigues Alves, em 12 de julho de 2000, fora nomeado bispo para a Diocese de Palmares, por Sua Santidade, o Papa João Paulo II.
É sagrado bispo em 23 de setembro de 2000, em Campina Grande, e toma a 28 de outubro de 2000, na Catedral Nossa Senhora da Conceição dos Montes, em Palmares. Ficou por 13 anos como pastor da Igreja Particular de Palmares, até o dia 19 de março de 2014, onde fora acolhida a sua renúncia canônica por Sua Santidade, o Papa Francisco, e nomeação de seu sucessor, Dom Henrique Soares da Costa.
No dia 9 de maio de 2011 foi eleito durante a 49ª Assembleia do Episcopado Brasileiro em Aparecida do Norte entre os bispos dos estados de Alagoas, Paraíba, Pernambuco e Rio Grande do Norte, presidente do Regional Nordeste-2 da CNBB, mandato que teve o seu término em 2015.
De janeiro a junho de 2016 foi Vigário-Geral da Arquidiocese de Olinda e Recife, e Administrador Paroquial da Paróquia do Sagrado Coração de Jesus, no bairro de Casa Forte, em Recife.
No dia 6 de julho de 2016, o Papa Francisco o nomeou Administrador Apostólico da Arquidiocese da Paraíba, assumindo no lugar de Dom Aldo de Cillo Pagotto que renunciou por motivos de saúde. Dom Aldo renunciou depois de ter seu nome citado numa investigação que apura crimes de exploração sexual de menores.
Já no dia 26 de outubro de 2018, o Papa Francisco, através de Decreto expedido pela Congregação para os Bispos, assinado pelo Cardeal Marcus Ouellet, nomeou Dom Genival Saraiva de França como Administrador Apostólico da Diocese de Palmeira dos Índios - AL, até ulterior nomeação do Bispo Titular, a qual está vacante desde a transferência do seu então Bispo Dulcênio Fontes de Matos para a Diocese de Campina Grande - PB. Dom Genival Saraiva de França, então, assumiu o encargo, de modo oficial, perante o Colégio de Consultores da Diocese de Palmeira dos Índios, no dia 1 de novembro de 2018.